# Premi Casa de las Américas
El premi Casa de las Américas és atorgat anualment per la Casa de las Américas de l'Havana (Cuba) des de 1960. Anomenat originàriament «Concurso Literario Hispanoamericano», va passar a ser «Concurso Literario Latinoamericano» el 1964 i, finalment el 1965, va adquirir el seu nom actual.

## Característiques
Els jurats dels premis estan formats per escriptors, acadèmics i intel·lectuals destacats de tota l'Amèrica Llatina.
Entre els estudiants que han guanyat el premi figuren noms com Edward Brathwaite, Humberto Costantini, Eduardo Galeano, Renato Prada Oropeza, Susana Rotker, Françoise Perus, Beatriz González-Stephan, Luis Britto García, Jorge Enrique Adoum i Roque Dalton.
El premi Casa de las Américas té per objectiu atraure l'atenció internacional sobre la literatura llatinoamericana i contribuir al renaixement literari que va suposar l'atorgament del premi Nobel de literatura a escriptors com Pablo Neruda el 1971 i Gabriel García Márquez el 1982.
Des de 1960 les principals categories del premi són poesia, conte, novel·la, teatre i assaig. Posteriorment s'hi van afegir testimoni (1970), literatura per a infants i joves (1975), literatura del Carib d'expressió anglesa (1975), literatura del Carib francòfona (1979), literatura brasilera (1980) i literatura indígena (1994). No necessàriament s'atorguen cada any els premis en totes les categories, i algunes vegades queden deserts. Addicionalment, des de l'any 2000 es lliuren tres guardons honorífics: 
- Premi de Narrativa José María Arguedas
- Premi de Poesia José Lezama Lima
- Premi d'Assaig Ezequiel Martínez Estrada